# Sofia Elisabetta di Schleswig-Holstein-Sonderburg-Wiesenburg
Sofia Elisabetta di Schleswig-Holstein-Sonderburg-Wiesenburg (Homburg vor der Höhe, 4 maggio 1653 – Schleusingen, 19 agosto 1684) è stata una nobildonna tedesca membro del casato degli Oldenburg e per matrimonio duchessa di Sassonia-Zeitz.

## Biografia
Nata a Homburg vor der Höhe, era la terza dei quindici figli nati dal secondo matrimonio del duca Filippo Luigi di Schleswig-Holstein-Sonderburg-Wiesenburg con Anna Margherita di Assia-Homburg. Dei suoi fratelli e sorelle solo sette sopravvissero all'infanzia: Federico, Carlo Luigi, Eleonora Margherita, per matrimonio principessa del Liechtenstein, Guglielmo Cristiano, Sofia Maddalena, badessa a Quedlinburg, Anna Federica Filippina, per matrimonio duchessa di Sassonia-Zeitz-Pegau-Neustadt, e Giovanna Maddalena Luisa. Inoltre, aveva una sorellastra più grande dal primo matrimonio di suo padre con Caterina di Waldeck-Wildungen, Dorotea Elisabetta, che fu per i suoi due matrimoni contessa di Sinzendorf, Rabutin e marchesa de Fremonville.
Per nascita, Sofia Elisabetta era una principessa di Danimarca e Norvegia in quanto discendente patrilineare del re Cristiano III, tramite il suo terzo figlio maschio, il duca Giovanni di Schleswig-Holstein-Sonderburg.

## Matrimonio
Il 14 giugno 1676 a Wiesenburg sposò il duca Maurizio di Sassonia-Zeitz (1619-1681), di cui fu la terza moglie. Non ebbero figli.
Morì a Schleusingen all'età di 31 anni. Fu sepolta nella Hallenkrypta of the Dom St.Peter und Paul a Zeitz.

## Ascendenza
|                                                                  |                                      |                                                      | Genitori                                    |  |  | Nonni |  |  | Bisnonni                                      |  |  | Trisnonni                      |  |
|                                                                  |                                      |                                                      |                                             |  |  |       |  |  | Johann, duca di Schleswig-Holstein-Sonderburg |  |  | Christian III, re di Danimarca |  |
|                                                                  |                                      |                                                      |                                             |  |  |       |  |  | Johann, duca di Schleswig-Holstein-Sonderburg |  |  | Christian III, re di Danimarca |  |
|                                                                  |                                      | Dorothea von Sachsen-Lauenburg                       |                                             |  |  |       |  |  | Johann, duca di Schleswig-Holstein-Sonderburg |  |  |                                |  |
| Alexander, duca di Schleswig-Holstein-Sonderburg                 |                                      |                                                      |                                             |  |  |       |  |  | Johann, duca di Schleswig-Holstein-Sonderburg |  |  |                                |  |
|                                                                  |                                      | Elisabeth von Braunschweig-Grubenhagen               | Ernst III, duca di Braunschweig-Grubenhagen |  |  |       |  |  |                                               |  |  |                                |  |
|                                                                  |                                      | Elisabeth von Braunschweig-Grubenhagen               | Ernst III, duca di Braunschweig-Grubenhagen |  |  |       |  |  |                                               |  |  |                                |  |
|                                                                  |                                      | Elisabeth von Braunschweig-Grubenhagen               | Margarethe von Pommern-Wolgast              |  |  |       |  |  |                                               |  |  |                                |  |
| Philipp Ludwig, duca di Schleswig-Holstein-Sonderburg-Wiesenburg |                                      | Elisabeth von Braunschweig-Grubenhagen               |                                             |  |  |       |  |  |                                               |  |  |                                |  |
|                                                                  |                                      | Johann Günther I, conte di Schwarzburg-Sondershausen | Günther XL, conte di Schwarzburg            |  |  |       |  |  |                                               |  |  |                                |  |
|                                                                  |                                      | Johann Günther I, conte di Schwarzburg-Sondershausen | Günther XL, conte di Schwarzburg            |  |  |       |  |  |                                               |  |  |                                |  |
|                                                                  |                                      | Johann Günther I, conte di Schwarzburg-Sondershausen | Elisabeth von Isenburg-Büdingen-Ronneburg   |  |  |       |  |  |                                               |  |  |                                |  |
| Dorothea von Schwarzburg-Sondershausen                           |                                      | Johann Günther I, conte di Schwarzburg-Sondershausen |                                             |  |  |       |  |  |                                               |  |  |                                |  |
|                                                                  |                                      | Anna von Oldenburg                                   | Anton I, conte di Oldenburg                 |  |  |       |  |  |                                               |  |  |                                |  |
|                                                                  |                                      | Anna von Oldenburg                                   | Anton I, conte di Oldenburg                 |  |  |       |  |  |                                               |  |  |                                |  |
|                                                                  |                                      | Anna von Oldenburg                                   | Sophie von Sachsen-Lauenburg                |  |  |       |  |  |                                               |  |  |                                |  |
| Sophie Elisabeth von Schleswig-Holstein-Sonderburg-Wiesenburg    |                                      | Anna von Oldenburg                                   |                                             |  |  |       |  |  |                                               |  |  |                                |  |
|                                                                  | Georg I, langravio d'Assia-Darmstadt | Philipp I, langravio d'Assia                         |                                             |  |  |       |  |  |                                               |  |  |                                |  |
|                                                                  | Georg I, langravio d'Assia-Darmstadt | Philipp I, langravio d'Assia                         |                                             |  |  |       |  |  |                                               |  |  |                                |  |
|                                                                  | Georg I, langravio d'Assia-Darmstadt | Christina von Sachsen                                |                                             |  |  |       |  |  |                                               |  |  |                                |  |
| Friedrich I, langravio d'Assia-Homburg                           | Georg I, langravio d'Assia-Darmstadt |                                                      |                                             |  |  |       |  |  |                                               |  |  |                                |  |
|                                                                  |                                      | Magdalena zur Lippe                                  | Bernhard VIII, conte di Lippe               |  |  |       |  |  |                                               |  |  |                                |  |
|                                                                  |                                      | Magdalena zur Lippe                                  | Bernhard VIII, conte di Lippe               |  |  |       |  |  |                                               |  |  |                                |  |
|                                                                  |                                      | Magdalena zur Lippe                                  | Katharina von Waldeck–Eisenberg             |  |  |       |  |  |                                               |  |  |                                |  |
| Anna Margarete von Hessen-Homburg                                |                                      | Magdalena zur Lippe                                  |                                             |  |  |       |  |  |                                               |  |  |                                |  |
|                                                                  |                                      | Christoph, conte di Leiningen-Westerburg             | Georg I, conte di Leiningen-Westerburg      |  |  |       |  |  |                                               |  |  |                                |  |
|                                                                  |                                      | Christoph, conte di Leiningen-Westerburg             | Georg I, conte di Leiningen-Westerburg      |  |  |       |  |  |                                               |  |  |                                |  |
|                                                                  |                                      | Christoph, conte di Leiningen-Westerburg             | Margaretha von Isenburg-Büdingen            |  |  |       |  |  |                                               |  |  |                                |  |
| Margarete Elisabeth von Leiningen-Westerburg                     |                                      | Christoph, conte di Leiningen-Westerburg             |                                             |  |  |       |  |  |                                               |  |  |                                |  |
|                                                                  |                                      | Anna Maria Ungnadin, baronessa di Sonnegg            | Simeon Ungnad, barone di Sonnegg            |  |  |       |  |  |                                               |  |  |                                |  |
|                                                                  |                                      | Anna Maria Ungnadin, baronessa di Sonnegg            | Simeon Ungnad, barone di Sonnegg            |  |  |       |  |  |                                               |  |  |                                |  |
|                                                                  |                                      | Anna Maria Ungnadin, baronessa di Sonnegg            | Katharina von Plesse                        |  |  |       |  |  |                                               |  |  |                                |  |
|                                                                  |                                      | Anna Maria Ungnadin, baronessa di Sonnegg            |                                             |  |  |       |  |  |                                               |  |  |                                |  |